# Locride (Italie)
Pour les articles homonymes, voir Locride.

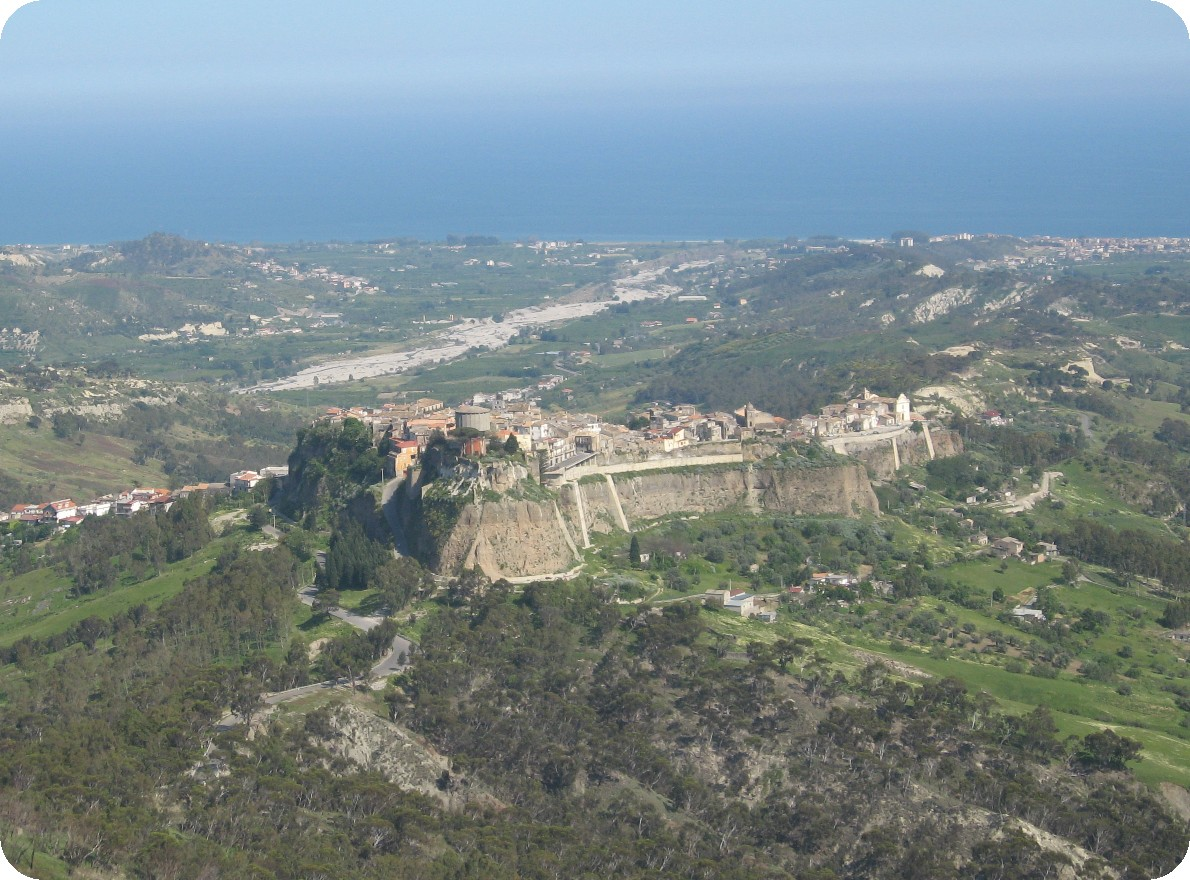
Paysage de Locride à Caulonia.

La Locride ['lɔ:kride] est une zone géographique de la province de Reggio de Calabre sur le versant ionien de la Calabre en Italie.
Le territoire de la Locride, encastré entre l'Aspromonte et la côte Ionienne, couvre une superficie de 1 366,60 km2 et comprend 131 985 habitants dans 42 communes avec une densité moyenne de 103 habitants au km2. La façade côtière de la zone s'appelle Costa dei gelsomini (it) ou Riviera dei gelsomini (côte ou rivière des jasmins).

## Géographie
La Locride est encastrée entre l'Aspromonte et la mer Ionienne.
Les centres côtiers qui sont reliés par la SS106 entre  Monasterace et Brancaleone sont essentiellement des stations balnéaires. Les sites archéologiques gravitent autour de la zone de Locri Epizefiri.
L'intérieur du territoire comporte de nombreux bourgs accrochés aux pentes de l'Aspromonte. Leur origine remonte aux Normands et au Moyen Âge. La localité de Gerace étant un des principaux centres d'intérêt.

### Territoire
Communes de la Locride, classées par zones :
- Vallée du Stilaro et Allaro (349,79 km2) :

Bivongi, Camini, Caulonia, Monasterace, Pazzano, Placanica, Riace, Roccella Jonica, Stignano, Stilo.
- Vallée du Torbido (it) (189,99 km2) :

Mammola, Grotteria, San Giovanni di Gerace, Martone, Gioiosa Ionica, Marina di Gioiosa Ionica.
- Vallée du Gerace et Lordo (127 km2) :

Agnana Calabra, Canolo, Gerace, Locri, Siderno.
- Vallée du Condojanni et Portigliola  (120 km2) :

Antonimina, Ardore, Ciminà, Portigliola, Sant'Ilario dello Ionio.
- Vallée du Bonamico (362,57 km2) :

Benestare, Bianco, Bovalino, Caraffa del Bianco, Careri, Casignana, Platì, Samo, San Luca, Sant'Agata del Bianco
- Heracleum (140 km2) :

Africo, Ferruzzano, Bruzzano Zeffirio, Staiti, Brancaleone, Palizzi.

## Histoire

### Premières implantations humaines
Le territoire de la Locride est habité depuis la Préhistoire et on y a retrouvé de nombreux vestiges de l'Âge du fer comme les nécropoles de Roccella Ionica, de Santo Stefano di Grotteria et de Locri.
Au IXe siècle av. J.-C., la Locride est occupée par deux peuples italiques : les Œnotriens qui occupent le littoral de la mer Ionienne et les Ausones qui vivent sur les bords de la mer Tyrrhénienne. Au VIe siècle av. J.-C., la région prend le nom d'Italie, toponymie qui se diffusera par la suite vers le nord jusqu'à désigner toute la péninsule.

### Période de la Grande Grèce

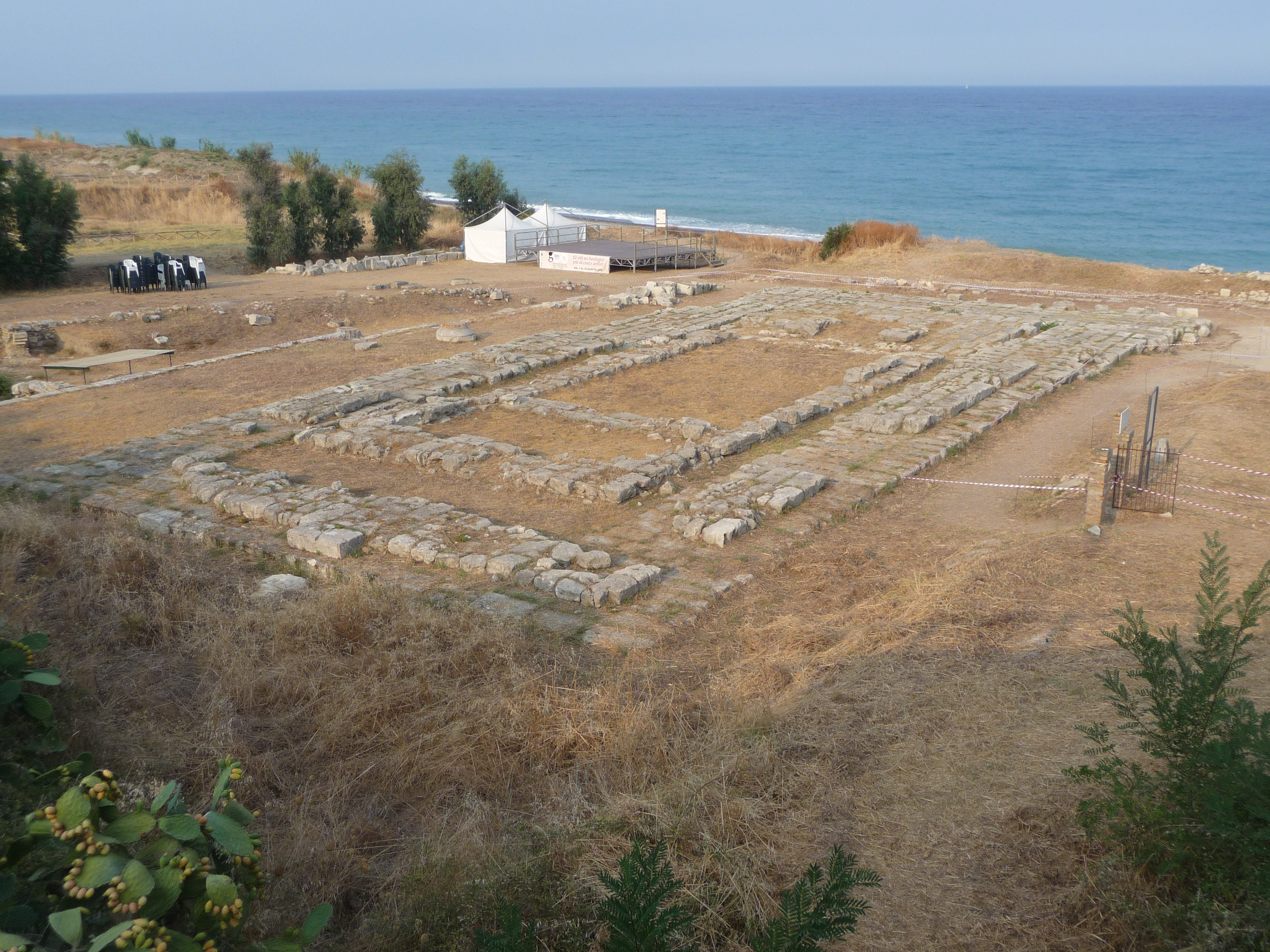
Le temple de Kaulon.

Entre le VIIIe siècle av. J.-C. et le VIIe siècle av. J.-C. a lieu la première colonisation grecque. En effet, pendant cette période, les grecs débarquent par milliers sur la côte ionienne. C'est le début de la « Grande Grèce », qui désigne les actuelles régions de Sicile, Calabre, Campanie, Basilicate et Pouilles. Parmi les principales cités de cette zone se trouve celle de Locri Epizefiri (qui donna son nom à la Locride) qui fut fondée aux alentours du VIIIe siècle av. J.-C. D'autres cités se trouvaient dans la Locride comme celle de Kaulon, fondée au VIIe siècle av. J.-C., qui a été redécouverte en 1911 par l'archéologue Paolo Orsi.

### Période romaine
Au IVe siècle av. J.-C., la tribu des Bruttiens, descendants des Lucaniens et originaire d'Italie centrale, s'installe en Calabre et dans la Locride. Les Grecs d'Italie, dans une ultime tentative de résistance demandent l'aide du roi Alexandre le Molosse, oncle maternel d'Alexandre le Grand, qui est aussi battu et décède en Calabre. Les habitants locaux demandent alors l'aide de Rome qui envoie ses hommes gouverner les principales cités de la Grande-Grèce comme Locri Epizefiri. La Locride passe sous le protectorat de Rome à la fin du IIIe siècle av. J.-C. après la Guerre de Pyrrhus en Italie. Elle est occupée par les troupes d'Hannibal Barca lors de la deuxième guerre punique puis reprise par le légat Quintus Pleminius.

### Période byzantine
En 410, la Locride est envahie par les Wisigoths menés par le roi Alaric Ier qui meurt dans le nord de la Calabre. Après la chute de l'Empire romain d'Occident en 476, le Mezzogiorno (dont fait partie la Locride) tombe sous domination de jure de l'Empire byzantin. Pourtant, au VIe siècle, le roi des Ostrogoths Théodoric le Grand s'empare de la Calabre, mais il meurt en 526 et dès lors les byzantins reprennent le pouvoir jusqu'au XIe siècle bien qu'avec de courtes périodes de domination lombarde puis arabe.
En 982, l'empereur Otton II du Saint-Empire revendique la Calabre qu'il considère comme lui revenant car il avait épousé la princesse byzantine Théophano Skleraina. Il affronte donc dans la Locride, à proximité de la ville de Stilo, les arabes qui étaient venus en aide aux byzantins. Otton subit une défaite et est obligé de se retirer.

### Moyen Âge et période moderne
Au XIe siècle, les normands, guidés par la famille des Hauteville, envahissent le sud de l'Italie sur demande du pape qui veut chasser les sarrasins qui s'y sont installés. En 1130, le roi Roger II de Sicile crée le royaume de Sicile qui comprend la Locride.
En 1194, l'empereur Henri VI du Saint-Empire hérite du royaume de Sicile par son mariage avec Constance de Hauteville. C'est le début de la domination des Hohenstaufen sur la Locride qui durera jusqu'en 1282. À cette date, le royaume est divisé entre la partie insulaire (la Sicile) qui reste sous domination germanique et la partie péninsulaire, qui devient le royaume de Naples, où se situe la Locride, qui est alors une possession de la famille royale française d'Anjou. Cette division s'arrête brièvement en 1442 quand le roi Alphonse V d'Aragon réunifie les deux pendant seize ans et par la suite le royaume de Naples passe aux Trastamare.
Dès le milieu du XVIe siècle, des Albanais invités par le roi de Naples et guidés par le noble calabrais Demetrio Reres s'installent dans plusieurs villages du Mezzogiorno, dont certaines parties de la Locride. Cette immigration continuera pendant plusieurs siècles.
Du XVIe siècle au XVIIIe siècle, la Locride ainsi que le royaume de Sicile passent successivement de la domination des Trastamare à celle des Habsbourg, puis pendant une courte période aux Bourbons d'Espagne et enfin aux Bourbon-Siciles qui le reçoivent comme conséquence de la paix signée pour conclure la guerre de Succession de Pologne. Après une courte période napoléonienne pendant laquelle le règne est dirigé par Joachim Murat, beau-frère de Napoléon, le royaume des Deux-Siciles est créé par les Bourbons qui ont repris le pouvoir.
Dès 1817, la Locride fait partie de la province de la Calabre ultérieure première, qui comporte Reggio de Calabre, et plus précisément du District de Gerace créé en 1806, dont les limites correspondent presque exactement à celles de la Locride.

### Du Risorgimento à aujourd'hui
La Locride prend une part importante dans le Risorgimento, surtout grâce à l'action en 1847, un an avant le Printemps des Peuples, des Cinq Martyrs de Gerace : Rocco Verduci (1824-1847), Michele Bello (1822-1847), Gaetano Ruffo (1822-1847), Pietro Mazzoni (1819-1847) et Domenico Salvadori (1822-1847). Ceux-ci, après avoir pris les villes, toutes situées dans la Locride, de Bianco, Bovalino, Ardore, Siderno, Gioiosa Ionica et Roccella Ionica pour y instaurer une république, sont capturés à Caulonia puis exécutés le 2 octobre 1847 dans la plaine de Gerace.
Dès l'unification de l'Italie en 1861, la Locride est très touchée par la pauvreté (on voit d'ailleurs cela à travers la Question méridionale), ce qui ne s'améliore pas au début du XXe siècle avec le séisme de 1908 à Messine qui détruit de nombreux bourgs du littoral ionien de la Calabre ainsi qu'après la Première Guerre mondiale où des centaines d'habitants de la Locride trouvent la mort.
La Calabre est considérée aujourd'hui par l'Union européenne comme une des régions les plus pauvres d'Europe.

## Monuments
- Cathédrale de Stilo ;
- Cathédrale de Gerace ;
- Musée national de Locri ;
- Musée de Monasterace ;
- Parc musée Santa Barbara de Mammola ;
- Parc archéologique de Locri Epizefiri ;
- Parc archéologique de Kaulon ;
- Ruines du Naniglio à Gioiosa Ionica ;
- Villa romaine de Casignana.

## Administration
La Locride compte 42 communes qui sont rattachées administrativement à la province de Reggio de Calabre sous la forme d'un circondario di decentramento amministrativo le  « Circondario di Locri », Locri étant le siège administratif. Jusqu'en 2008, le nom du territoire était Circondario della Locride.
Il s'agit d'un des trois circondari de décentralisation administrative issus de la réorganisation  de la province en novembre 1998, les deux autres étant le circondario di Reggio (autrefois Circondario dello Stretto, supprimé en 2008) et le Circondario di Palmi (précédemment della Piana).
Liste des communes du circondario di Locri
| Commune                  | Superficie (km²) | Habitants (2010) |
| ------------------------ | ---------------- | ---------------- |
| Africo                   | 51               | 3 146            |
| Agnana Calabra           | 8                | 569              |
| Antonimina               | 22               | 1 354            |
| Ardore                   | 32               | 4 799            |
| Benestare                | 18,57            | 2 460            |
| Bianco                   | 31               | 4 174            |
| Bivongi                  | 25,3             | 1 381            |
| Bovalino                 | 35               | 8 816            |
| Brancaleone              | 38,99            | 3 589            |
| Bruzzano Zeffirio        | 20               | 1 205            |
| Camini                   | 17               | 716              |
| Canolo                   | 10               | 774              |
| Caraffa del Bianco       | 12               | 538              |
| Careri                   | 38               | 2 378            |
| Casignana                | 24               | 764              |
| Caulonia                 | 100              | 7 047            |
| Ciminà                   | 48               | 593              |
| Ferruzzano               | 19               | 727              |
| Gerace                   | 28               | 2 715            |
| Gioiosa Ionica           | 36,99            | 7 019            |
| Grotteria                | 37               | 3 237            |
| Locri                    | 25               | 12 500           |
| Mammola                  | 80               | 2 934            |
| Marina di Gioiosa Ionica | 15               | 6 548            |
| Martone                  | 8                | 533              |
| Monasterace              | 15               | 3 340            |
| Pazzano                  | 15               | 605              |
| Palizzi                  | 52,26            | 2 267            |
| Placanica                | 29               | 1 227            |
| Platì                    | 50               | 3 692            |
| Portigliola              | 5                | 1 210            |
| Riace                    | 16               | 1 820            |
| Roccella Ionica          | 37               | 6 383            |
| Samo                     | 50               | 841              |
| San Giovanni di Gerace   | 13               | 511              |
| San Luca                 | 104              | 3 985            |
| Sant'Agata del Bianco    | 18               | 649              |
| Sant'Ilario dello Ionio  | 13               | 1 308            |
| Siderno                  | 38               | 16 960           |
| Staiti                   | 15               | 265              |
| Stignano                 | 78,49            | 1 334            |
| Stilo                    | 38               | 2 655            |
| TOTAL                    | 1 366,60         | 129 568          |

## Infrastructures et transports

### Routes
Routes nationales
- Strada statale 106 Ionica traverse la Locride.
- Strada statale 682 Ionio-Tirreno route de grande communication Ionio-Tirreno (Gioiosa Ionica-Rosarno).

Routes provinciales
- Strada Provinciale 1 de Gioia Tauro a Locri, ancienne SS 111, traverse le territoire de Locri, Gerace et Canolo, traverse le Zomaro, Cittanova, Taurianova et Gioia Tauro où elle rejoint la SS 18 Tirrenica, Reggio de Calabre - Naples.
- Strada provinciale 5, ancienne SS 281, de Marina di Gioiosa Jonica - Rosarno, suit le parcours de la SS 682 Ionio-Tirreno (Gioiosa-Rosarno) : débute à Rosarno, passe par Melicucco, Polistena, Cinquefrondi traverse le Passo della Limina (it), rejoint Mammola, Marina di Gioiosa Ionica et la côte Ionienne (SS 106/E90) Reggio de Calabre-Tarente.

### Transport ferroviaire
Les Ferrovie dello Stato (FS) traversent le territoire de la Locride (ligne Tarente - Reggio de Calabre).

### Ports
- Port de Roccella Ionica, escale touristique – port de pêche.

### Aéroports
Les aéroports les plus proches sont :
- l’aéroport de Reggio de Calabre ;
- l’aéroport de Lamezia Terme.

## Images

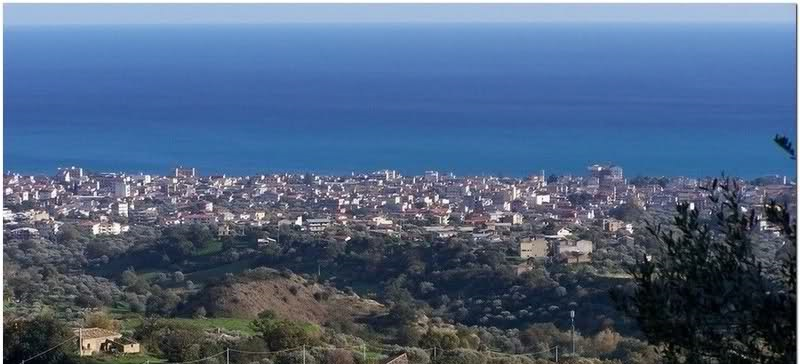
Siderno
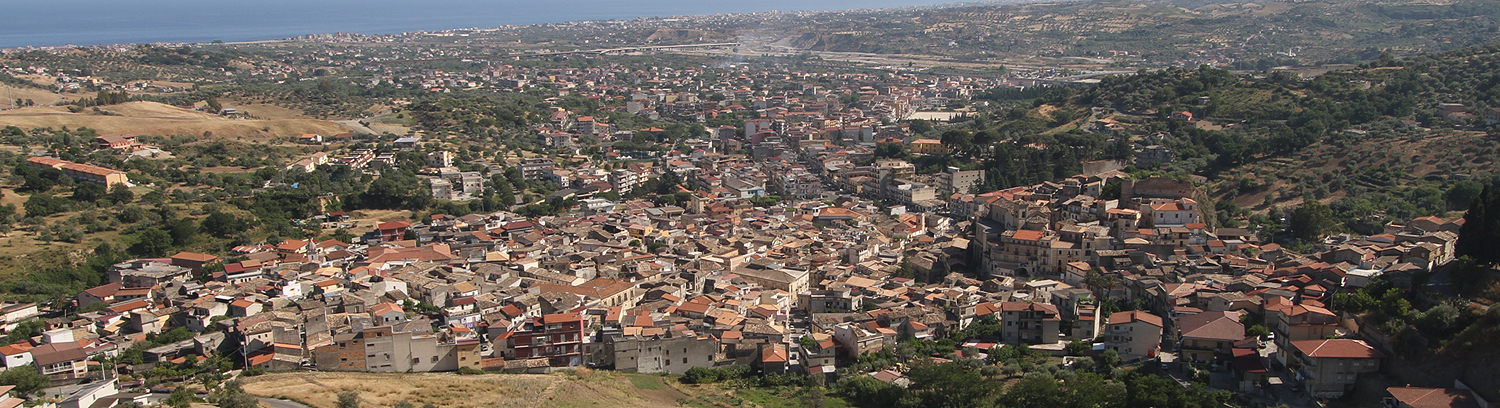
Gioiosa Ionica
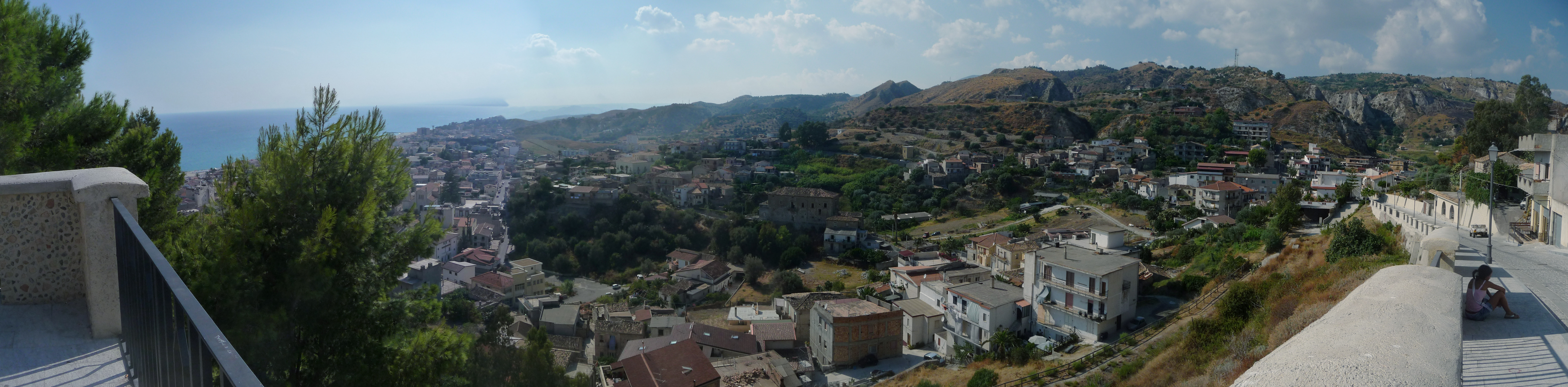
Roccella Ionica
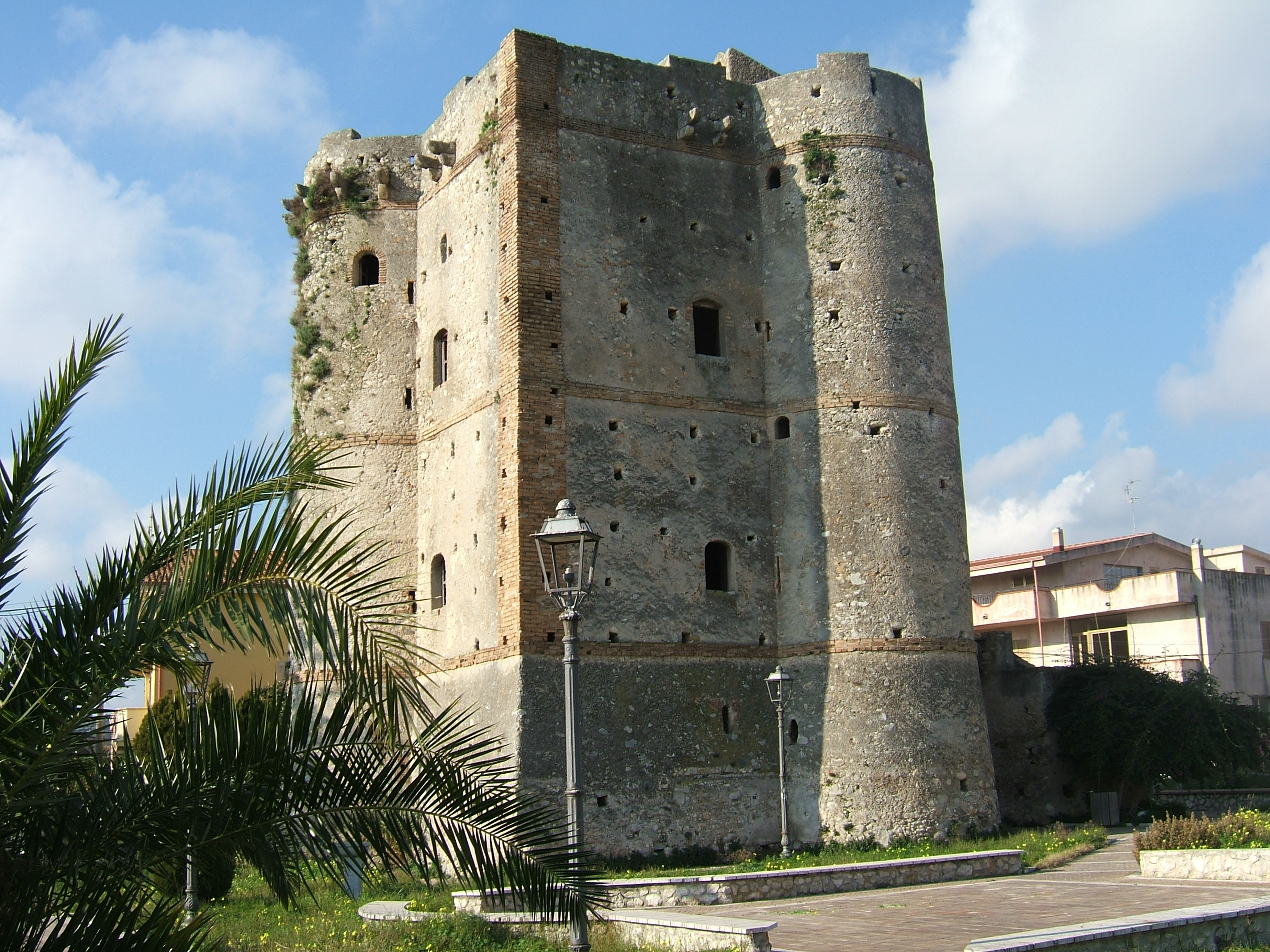
Marina di Gioiosa Ionica